# Узибаш
Узиба́ш (рос. Узыбаш, башк. Уҙыбаш) — присілок у складі Благоварського району Башкортостану, Росія. Входить до складу Язиковської сільської ради.
Населення — 238 осіб (2010; 220 в 2002).
Національний склад:
- татари — 58 %
- башкири — 34 %